# Cyathea acutula
Cyathea acutula är en ormbunkeart som först beskrevs av R. M. Tryon, och fick sitt nu gällande namn av Janssen och Rakotondr. Cyathea acutula ingår i släktet Cyathea och familjen Cyatheaceae.

## Underarter
Arten delas in i följande underarter:
- C. a. deltoidea
- C. a. rufescens